# Kfar Roš ha-Nikra
Kfar Roš ha-Nikra nebo jen Roš ha-Nikra (hebrejsky כְּפַר רֹאשׁ הַנִּקְרָה , oficiálním přepisu do angličtiny Kefar Rosh HaNiqra, přepisováno též Kfar Rosh HaNikra nebo jen Rosh HaNikra) je vesnice typu kibuc v Izraeli, v Severním distriktu, v Oblastní radě Mate Ašer.

## Geografie
Leží v nadmořské výšce 41 metrů, v Izraelské pobřežní planině, nedaleko západního okraje svahů Horní Galileji, cca 1 kilometr od břehů Středozemního moře a 1 kilometr od libanonských hranic. Je situována v rovině, na jižním úpatí hřbetu Reches ha-Sulam, který vybíhá ze západní Galileji až k moři a odděluje pobřežní planinu od území Libanonu. V místech, kde se tento hřbet dotýká pobřeží se cca 1 kilometr severozápadně od kibucu nalézá turisticky využívaná přírodní rezervace Roš ha-nikra. Jižně od vesnice protéká směrem k moři vádí Nachal Chanita.
Obec se nachází 3 kilometry severozápadně od města Šlomi, cca 115 kilometrů severoseverovýchodně od centra Tel Avivu a cca 32 kilometrů severovýchodně od centra Haify. Kfar Roš ha-Nikra obývají Židé, přičemž osídlení v tomto regionu je zcela židovské. Centrální oblasti Galileji, které obývají izraelští Arabové nebo Drúzové, leží dál k jihovýchodu.
Kfar Roš ha-Nikra je na dopravní síť napojen pomocí dálnice číslo 4, jež odtud vede podél pobřeží k jihu, k Haifě, ale i k severu, kde ovšem končí na libanonských hranicích.

## Dějiny
Kfar Roš ha-Nikra byl založen v roce 1949. 6. ledna 1949 se tu usadili první obyvatelé, kterými byli veteráni z jednotek Palmach, kteří se účastnili bitev v tomto regionu v rámci války za nezávislost v roce 1948. Šlo zpočátku o polovojenskou osadu typu Nachal, která byla součástí pásu židovských vesnic podél neklidných libanonských hranich. 23. března 1949 zde byla podepsána dohoda o příměří s Libanonem.
6. prosince 1974 pronikl do osady palestinský útočník a zranil jednoho dva členy kibucu. Pak byl zneškodněn vojáky.
Ekonomika kibucu je založena na zemědělství (zejména skleníkové hospodaření), průmyslu (hi-tech biotechnologická výroba) a turistickém ruchu (nedaleké útesy Roš ha-nikra). Kibuc prošel nedávno privatizací a jeho členové jsou odměňováni individuálně, podle vykonané práce.
V Kfar Roš ha-Nikra fungují zařízení předškolní péče, základní škola je ve vesnici Gešer ha-Ziv. K dispozici jsou zde sportovní areály, plavecký bazén, zdravotní ordinace, obchod, společná jídelna a synagoga.

## Demografie
Obyvatelstvo kibucu Kfar Roš ha-Nikra je sekulární. Podle údajů z roku 2014 tvořili naprostou většinu obyvatel v Kfar Roš ha-Nikra Židé (včetně statistické kategorie "ostatní", která zahrnuje nearabské obyvatele židovského původu ale bez formální příslušnosti k židovskému náboženství).
Jde o menší sídlo vesnického typu s populací, která od počátku 21. století prudce roste. K 31. prosinci 2014 zde žilo 1274 lidí. Během roku 2014 populace stoupla o 1,4 %.
| Rok            | 1961 | 1972 | 1983 | 1995 | 2001 | 2003 | 2004 | 2005 | 2006 | 2007 | 2008 | 2009 | 2010 | 2011 | 2012 | 2013 | 2014 |
| -------------- | ---- | ---- | ---- | ---- | ---- | ---- | ---- | ---- | ---- | ---- | ---- | ---- | ---- | ---- | ---- | ---- | ---- |
| Počet obyvatel | 182  | 370  | 513  | 504  | 472  | 525  | 535  | 604  | 746  | 817  | 921  | 1086 | 1140 | 1199 | 1229 | 1256 | 1274 |